# ORF 2
ORF 2 è il secondo canale televisivo della radiotelevisione pubblica austriaca ORF. Oltre che in Austria, ORF 2 si può ricevere anche in Alto Adige tramite la RAS, e in tutta Europa tramite il canale televisivo ORF 2 Europe.

## Storia
L'Austria è uno dei primi paesi assieme all'Italia, ad aver introdotto, nascita della televisione, un secondo canale, le trasmissioni di ORF 2 sono infatti iniziati già nel 1961, pur se in prova. Da settembre 1970 trasmette regolarmente. Fino al 1981 era considerato il canale culturale della tv austriaca, in seguito inizia ad avere un programmazione di più ampio respiro e diventa il più visto del paese alpino. Nel 2011 lo sharing di ORF 2 era a 22,5 %, mentre di ORF Eins era di 13 %.

## Programmazione
ORF 2 trasmette programmi televisivi culturali e di attualità. Inoltre trasmette anche i programmi dedicati alle varie regioni e alle minoranze linguistiche.

## ORF 2 tramite satellite
Dal 1997 al 2000 esisteva un canale satellitare chiamato ORF.Sat sul canale 77 del satellite Astra, ma a causa di soldi mancanti fu chiuso nel 2000 e fu sostituito da CNBC Europe. Al 5 luglio 2004 fu aperto il canale ORF 2 Europe che trasmette in tutta l'Europa. Programmi che non hanno il diritto di un copyright europeo, vengono criptati e al loro posto viene fatto vedere il televideo di ORF 2 con accompagnamento musicale del canale Ö1. La pubblicità fu criptata fino al 2006. ORF 2 Europe è l'unico canale austriaco a trasmettere fuori dal paese. Tutti gli altri canali satellitari del Austria sono trasmessi in modalità Free to view e disponibili esclusivamente ai telespettatori austriaci tramite la piattaforma Austriasat.